# Keith Carter
Joseph Keith Carter (Morrilton, 17 ottobre 1976) è un ex cestista statunitense, professionista in Italia.

## Carriera
Ha giocato nel ruolo di guardia nel Teramo Basket, nell'Orlandina Basket di cui è stato anche capitano, nella Pallacanestro Varese, nel Basket Napoli e nel Basket Veroli.